# リストヴャンカ

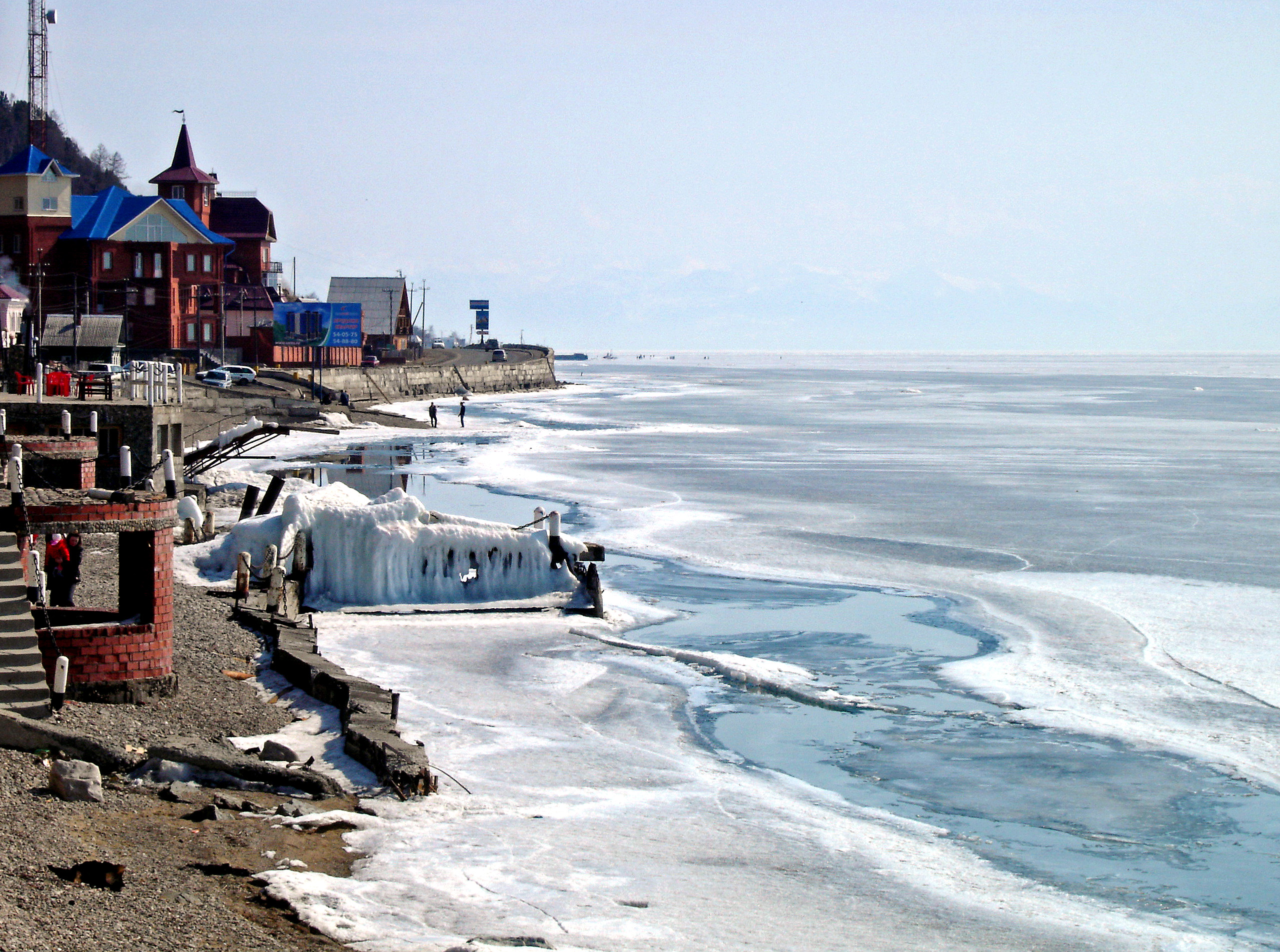
リストヴャンカから見たバイカル湖

リストヴャンカ（ロシア語: Листвя́нка）またはリストビャンカは、ロシア連邦のイルクーツク州イルクーツク地区にある村。人口は1,882人（2010年）。1989年の人口は2,379人だった。
イルクーツクから東に70キロメートル離れている。アンガラ川がバイカル湖から流れ出す所の右岸にある。左岸にはスリュジャンスク地区のバイカルがある。

## 交通
イルクーツクからバス・ミニバスまたはフェリーで。また、大バイカル・トレイルの現在の始点になっている。

## 気候
リストヴャンカの夏は、摂氏25度から12度くらいである。冬は寒くて、零下11度まで下がる。

## 写真集

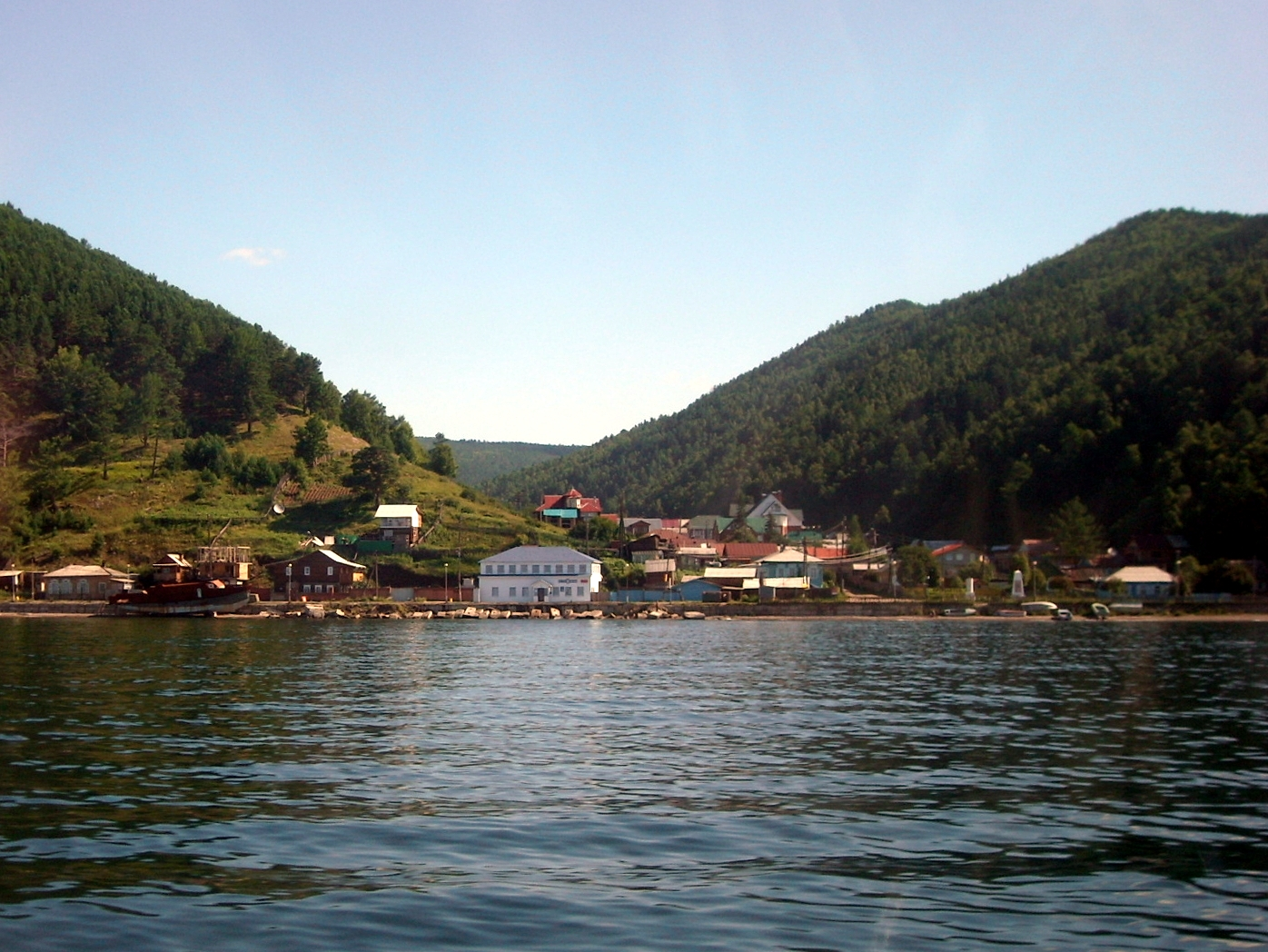
バイカル湖からアンガラ川への出口（リストヴャンカで）
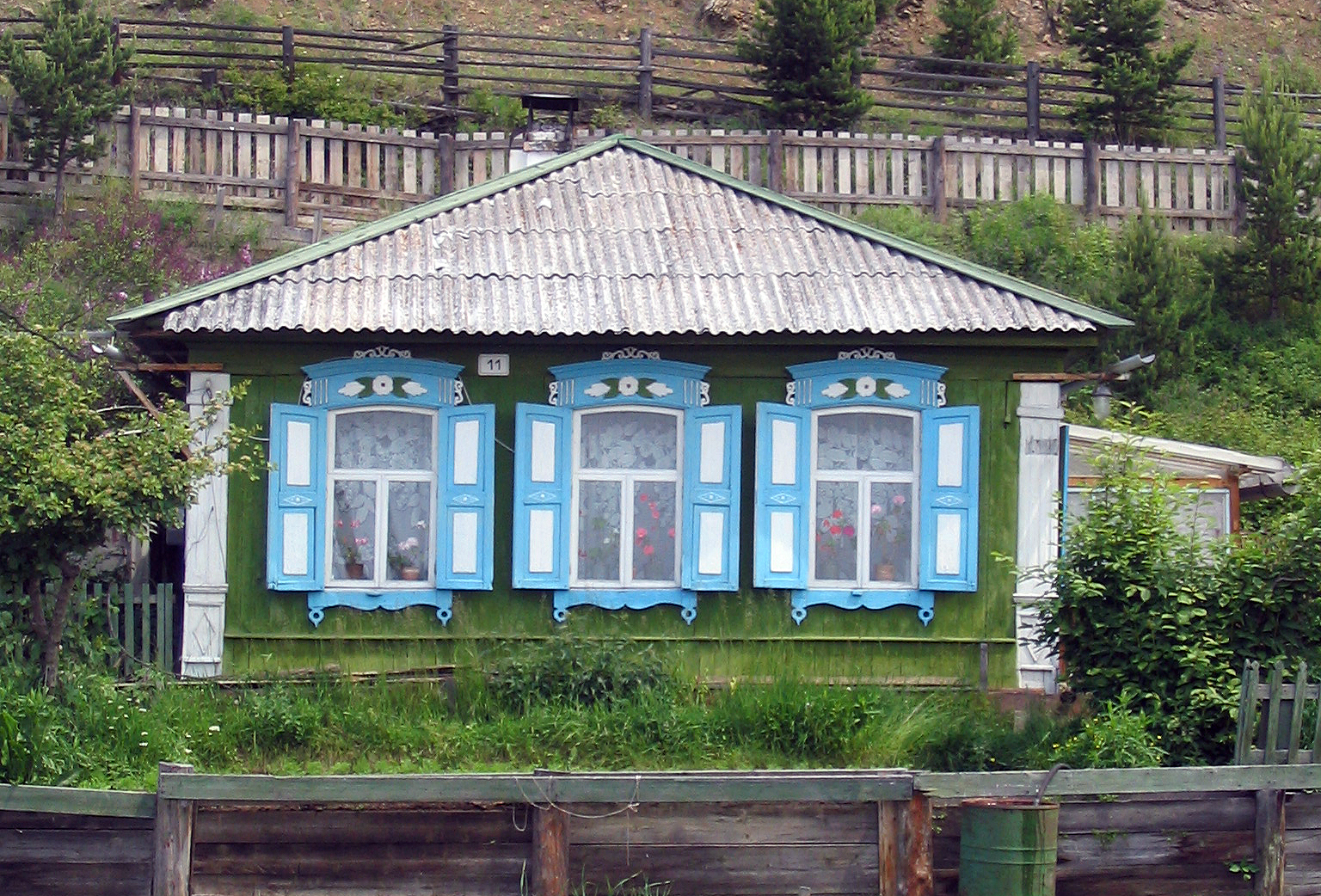
リストヴャンカの木製の家
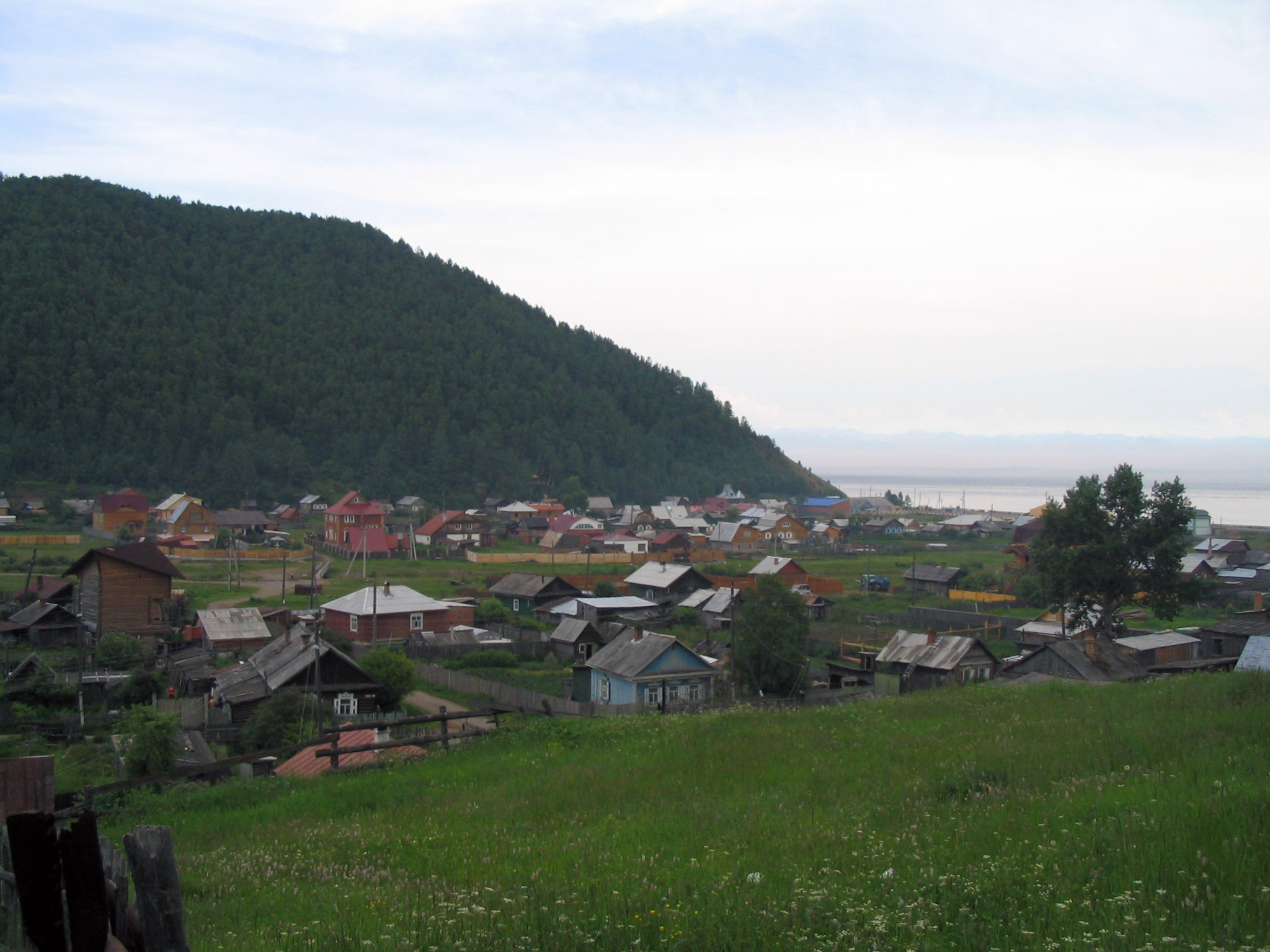
リストヴャンカ近くのクレストフカ渓谷（Krestovka Valley）
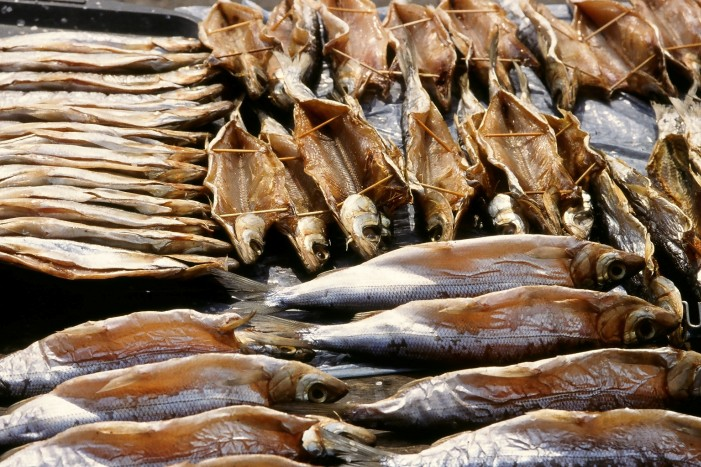
オームリの干し魚（リストヴャンカの市場で）

## 参照項目
- 沿バイカル国立公園
- 大バイカル・トレイル
- 日本人墓地 - Google Map